# Torsten Lindner
Torsten Ejnar Lindner, född 27 juli 1894 i Malmö, död 16 september 1978 i Stockholm, var en svensk läkare.
Torsten Lindner var son till köpmannen Nils Jönsson Lindner. Han avlade studentexamen i Malmö 1913, studerade därefter vid Lunds universitet där han blev medicine kandidat 1918 och därefter vid Karolinska Institutet där han blev medicine licentiat 1923. Efter förordnanden i olika medicinska fack, däribland Garnisonssjukhuset i Stockholms avdelning för hud- och könssjukdomar 1924–1925, vid Lunds hospital 1927–1928 och vid Serafimerlasarettets nervklinik 1928, drev Lindner från 1929 egen praktik inom nervsjukdomar och psykiska sjukdomar i Stockholm. Han författade mer än ett femtiotal arbeten inom neurologi, psykiatri, neuroslära och medicinsk psykologi. Bland dessa märks Själen och läkekonsten (1940) och Biologi och etik (1945). Han framträdde även som populärföreläsare.